# Guardiola de Berguedà
Guardiola de Berguedà è un comune spagnolo di 940 abitanti situato nella comunità autonoma della Catalogna.
Nel 1996 il territorio comunale venne suddiviso e parte di esso divenne del nuovo comune di Sant Julià de Cerdanyola.